# 郑州市中原区郑上路第二小学
郑州市中原区郑上路第二小学是中国河南省郑州市的一所小学，位于河南省郑州市中原区西环路宋庄北街。

## 沿革
郑上路第二小学是1996年郑州市新建的六所小学之一。占地面积14299平方米，建筑面积8100平方米。